# 長谷川チヨノ
長谷川 チヨノ（はせがわ チヨノ、1896年〈明治29年〉11月20日 - 2011年〈平成23年〉12月2日）は、かつて長寿日本一であった女性。

## 人物
佐賀県三養基郡基山町に在住し、2007年の時点で佐賀県内最高齢となった。当時は介護老人保健施設にて暮らしており、好き嫌いなく何でも食べたという。113歳の誕生日時点でも持病なく1日3食をきっちり食べていた。好物はパン粥。
2010年5月2日に知念カマが死去し、113歳163日で日本最高齢となった。
同年12月2日、佐賀県基山町の老人ホームにて、115年12日で死去した。
なお、長谷川チヨノの逝去に伴い、木村次郎右衛門が日本最長寿者となり、大久保琴が女性の日本最長寿者となった。